# ديفيد بوردن
ديفيد بوردن (بالإنجليزية: David Borden)‏ هو ملحن أمريكي، ولد في 25 ديسمبر 1938 في بوسطن في الولايات المتحدة.

## وصلات خارجية
- ديفيد بوردن على موقع IMDb (الإنجليزية)
- ديفيد بوردن على موقع ميوزك برينز (الإنجليزية)
- ديفيد بوردن على موقع ديسكوغز (الإنجليزية)